# Митульикич, Йован
Йован Митульикич (серб. Јован Митуљикић; род. 20 января 2003, Неготин, Борский округ) — сербский футболист, атакующий полузащитник клуба «Раднички» (Ниш).

## Клубная карьера
Митульикич — воспитанник клуба «Црвена звезда». В 2021 году он начал выступать за дублирующий состав. В начале 2023 года Митульикич на правах аренды перешёл в «Младост Нови-Сад». 5 февраля в матче против «Явора» он дебютировал в сербской Суперлиге. В этом же поединке Йован забил свой первый гол за «Младост Нови-Сад». Летом того же года Митульикич был арендован клубом «Раднички». 30 июля в матче против «Нови-Пазар» он дебютировал за новую команду.
В 2023 году Митульикич на правах аренды перешёл в ОФК. 20 августа в матче против «Единства» он дебютировал за новый клуб.